# 1870年の相撲
1870年の相撲（1870ねんのすもう）は、1870年の相撲関係のできごとについて述べる。

## できごと
1月28日（明治2年12月27日）、戊辰戦争への貢献により、京都相撲に対して八坂神社境内の御料地889坪が興行地として太政官より下賜された。

## 興行
- 3月場所（京都大阪合同相撲）[2]
  - 興行場所:北林拝領地（杮落とし興行）
  - 4月3日（旧3月3日）より10日間興行
- 3月場所（京都大阪合同相撲）[2]
  - 興行場所:難波新地相撲場
  - 晴天10日間興行
- 4月場所（東京相撲）[3]
  - 興行場所:本所回向院
  - 晴天10日間興行
- 9月場所（京都大阪合同相撲）[2]
  - 興行場所:北林拝領地
  - 10日間興行